# آندایزینگ اکسید آلومینیوم

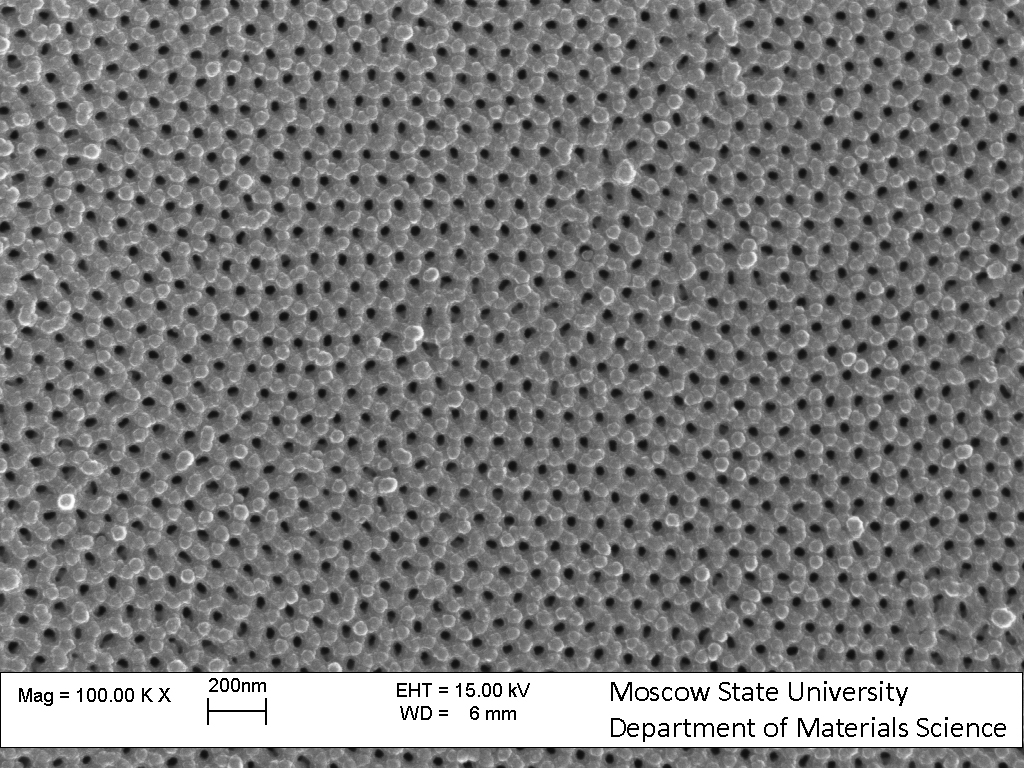
تصویر میکروسکوپ الکترونی از بالا

آندایزینگ (آندش) اکسید آلومینیوم (انگلیسی: Anodic aluminium oxide) به مجموعه فرایندی که با شکل‌گیری یک لایه نازک اکسیدی بر روی قطعات آلومینیوم باعث افزایش توان و مقاومت در برابر خوردگی ایجاد نماید، سختی سطح را افزایش دهد، نارسانایی الکتریکی ایجاد کند و نمای تزئینی و تغییر بعضی از خصوصیات فیزیکی آن‌ها می‌شود آنادایزینگ گفته می‌شود.
مکانیزم‌های عمل بدین گونه است که جریان مستقیم الکتریسیته از مایع الکترولیت مناسبی مثل اسید سولفوریک می‌گذرد که در آن آلومینیوم آنده بوده و فلز مناسب دیگری کاتد می‌باشد. در این صورت بر سطح آلومینیوم لایه نازکی از اکسید ایجاد می‌شود که ضخامت آن به عوامل گوناگونی همچون دما، زمان آندایزینگ، جریان الکتریکی اعمالی، نوع محلول الکترولیت و ... وابسته است.
آلومینیوم در شرایط عادی نیز اکسیدی می‌شود بطوری که در مجاورت هوا و به‌طور معمول لایه‌ای از اکسید به ضخامت ۱٪ میکرون و به صورت غیر متخلخل بر روی سطوح قطعات آلومینیومی شکل می‌گردد که وظیفه محافظت از سطح فلز را در محیط بر عهده دارد اما برتری و مزیت اکسید ایجاد شده در روش آنادایزینگ نسبت به شرایط طبیعی مقاومت بالاتر آن در مقابل خوردگی است.

## مزایا
آلومینیوم را به دلیل زیر آنادایزینگ می‌نمایند:
- افزایش مقاومت در آلومینیوم برابر خوردگی: پوشش اکسیدی – آندی سیل شده آلومینیوم باعث محافظت فلز در برابر عوامل خورنده جوی و نمک‌ها می‌شود.
- افزایش قدرت چسبندگی رنگ‌ها در آلومینیوم: لایه اکسیدی – آندی باعث به وجود آمدن سطح فعال شیمیایی می‌شود زمینه و بستر مناسبی راجهت رنگ آمیزی ایجاد می‌کند.